# رستي غرير
رستي غرير (بالإنجليزية: Rusty Greer)‏ هو لاعب كرة قاعدة أمريكي، ولد في 21 يناير 1969 في فور ركر في الولايات المتحدة.

## وصلات خارجية
- رستي غرير على موقع دوري كرة القاعدة الرئيسي (الإنجليزية)
- رستي غرير على موقعبيزبول رفرنس.كوم (الدوري الرئيسي) (الإنجليزية)
- رستي غرير على موقعبيزبول رفرنس.كوم (الدوري الثانوي) (الإنجليزية)
- رستي غرير على موقع إي إس بي إن.كوم (أم.أل.بي) (الإنجليزية)
- رستي غرير على موقع مشجعي الرسوم البيانية (الإنجليزية)